# 都贯乡
都贯乡，是中华人民共和国四川省绵阳市北川羌族自治县下辖的一个乡镇级行政单位。2019年12月，撤销都坝乡和贯岭乡，设立都贯乡。以原都坝乡和原贯岭乡所属行政区域为都贯乡的行政区域，都贯乡人民政府驻新街60号。

## 行政区划
都贯乡下辖以下地区：
贯岭社区、复兴村、金洞村、岩路村、竹坝村、中心村、水埝村和岩林村。